# Guy de Larigaudie
Guillaume Boulle de Larigaudie, conosciuto col nome abbreviato di Guy de Larigaudie (Parigi, 18 gennaio 1908 – Mousson, 11 maggio 1940), è stato uno scrittore francese.
Noto per le sue imprese avventurose, tra le quali il primo collegamento Parigi-Saigon in automobile, era un convinto assertore degli ideali dello scautismo. Conosciuto tra gli scout di tutto il mondo come "il rover leggendario", è ancora oggi un esempio di rettitudine e di forza morale.

## Vita

### Infanzia e studi
Il giovane Guy trascorse periodi notevoli della sua infanzia presso la villa della famiglia Gérauds, presso Saint-Martin-de-Ribérac, nel Périgord. Nei suoi scritti egli disse di aver amato quella vita a contatto con la natura e la vita tradizionale del Périgord, che canterà più tardi nel suo Canto del vecchio paese.
Dopo che i suoi genitori si saranno trasferiti a Parigi, frequenta dapprima l'Ecole de Rocroy Saint-Léon, e in seguito, a partire dalla terza classe, il Collège di rue de la Madrid, sempre a Parigi, presso cui conseguirà il diploma di maturità.
Entra nello scautismo, nel Gruppo Saint-Augustin 12º di Parigi nell'ottobre del 1923. Prende la promessa nella radura di una foresta dell'Île-de-France, sei mesi dopo. Totemizzato "Pantera alla luce del sole". Guy si interroga sulla propria vocazione e si chiede se non potrebbe divenire missionario. Nel 1926, entra nel seminario di Issy-les-Moulineaux, ma si sente ben presto soffocare tra le sue mura. Nell'estate 1927, è costretto a tornare nel Périgord per riposarsi, e cercare di trovare un equilibrio tra le proprie aspirazioni e le proprie possibilità.

### Un salute cagionevole
Nel 1929, i suoi genitori lo mandano a Villard-de-Lans per cercare di accelerare una guarigione difficile. L'aria vivifica delle Alpi gli dà beneficio e rapidamente passa dal divano agli sci; finisce per ritrovare la salute, e contemporaneamente scopre una vocazione per la scrittura.
Nell'ottobre 1930, effettua il servizio di leva presso il Sesto Reggimento Corazzieri che ha la sua caserma a Verdun. La vita all'aria aperta gli giova molto. Si appassiona ai cavalli, trovando gli ufficiali «sorprendenti» e i propri camerati «dei bravi tipi». Frequenta uno stage a Saumur e passa al 9° Dragoni con base a Épernay. Guy pensa a una carriera militare. Invece viene congedato nel 1931 e si ritrova senza lavoro.

### Un periodo d'incertezza
Nel 1940 torna in montagna. È in questo momento che nasce in lui l'idea del suo primo libro La leggenda dello sci che pubblicherà nel 1940. Torna quindi a Parigi, dove diventerà Capo Gruppo a Montmartre.

### Giornalista perLe Scout de France
A partire dal 1933, collabora regolarmente con la rivista Le Scout de France che pubblica i suoi primi racconti. Yug, anagramma del suo nome di battesimo, suo primo romanzo, viene finalmente pubblicato.
Nel 1934 Guy de Larigaudie, come inviato della rivista, entra a far parte della delegazione francese invitata al Jamboree di Frankston, in Australia. S'imbarca a Tolone all'età di 26 anni sull'Oronsay, un transatlantico di classe, con una ventina di compagni scout: Porto Said, canale di Suez, Aden, Colombo, … Sydney; poi il ritorno per la Nuova Caledonia, Tahiti, Panama, le Antille, ecc.
Nel 1935 s'imbarca sul transatlantico Normandie con destinazione Stati Uniti, paese che attraverserà per tre vie principali: la rotta est-ovest, da New York a Los Angeles; la rotta dei Boschi Rossi, lungo le coste del Pacifico; la rotta del Nord, attraverso la grande Prateria, Minneapolis, Detroit fino al Québec. Tra questi viaggi ne farà un altro partendo da San Francisco verso le isole del Pacifico.
In ognuna delle contrade attraversate, Larigaudie svilupperà il suo carattere gioioso che stimola ulteriormente l'attrazione per il nuovo; meraviglia, ammirazione, ma soprattutto, contemplazione. Dai suoi viaggi trarrà il materiale per i suoi libri, Par trois routes américaines e Résonance du Sud.

### Il Rover leggendario
Nel 1937, accompagnato da Roger Drapier, Guy de Larigaudie si lancia nella grande avventura della sua vita: il primo collegamento automobilistico Parigi-Saigon, al volante di una vecchia Ford 19 CV 4 cilindri che aveva già percorso 70 000 km, e battezzata Jeannette. Dopo Ginevra, Vienna, Budapest, Belgrado, Sofia, raggiungono la Palestina, poi attraversano l'Afghanistan e l'India prima di lanciarsi veramente verso l'ignoto, in mancanza di informazioni o mappe precise e soprattutto attraverso regioni accidentate di difficile accesso. A Saigon, infine, nel 1938, lo aspetta un'incredibile festa scout all'interno dello stadio. Al suo ritorno in Francia, Guy racconta del suo viaggio a un giornalista di Radio Paris.

### Caduto sul campo di battaglia l'11 maggio 1940
Allo scoppio della seconda guerra mondiale, il 1º settembre 1939, Guy de Larigaudie raggiunge il punto di raccolta dell'11º Reggimento Corazzieri presso il campo di Mailly. Viene assegnato su sua richiesta a un gruppo di ricognizione a cavallo.
L'11 maggio 1940, nel corso di un combattimento ravvicinato con le armate tedesche nel bosco di Musson nella regione di Virton, in Belgio, Guy de Larigaudie cade colpito a morte.
Dal 1940, diverse generazioni di scout hanno conservato la memoria del "Rover Leggendario".
La sua memoria viene ancora oggi onorata dai numerosi gruppi scout che, in Francia, Germania, Italia, Polonia, Vietnam e altrove, portano il suo nome.
A Saint-Martin-de-Ribérac, dove riposa, une strada porta il suo nome. In occasione del centenario della sua nascita, nel 2008, presso la chiesa è stata eretta una stele in suo onore.

## La spiritualità di Guy de Larigaudie
Più delle sue opere romanzesche e giornalistiche, è soprattutto il messaggio spirituale che Guy de Larigaudie ha lasciato ai suoi contemporanei e alle generazioni future, un messaggio che ha segnato in maniera indelebile migliaia di uomini e donne.
« Sorella mia
Eccomi ora in guerra. Forse non ne uscirò vivo.
Avevo bei sogni e bei progetti, ma, se non fosse per l'immenso dolore che questo potrebbe provocare a mia madre e ai miei, esulterei di gioia. Avevo tanta nostalgia del Cielo ed ecco che la sua porta sta per aprirsi.
Il sacrificio della mia vita non è nemmeno un sacrificio, tanto il mio desiderio del Cielo e del possesso di Dio è vasto.
Avevo sognato di diventare un santo e un modello per i lupetti, gli esploratori e i rover. L'ambizione era forse troppo grande per la mia persona, ma era il mio sogno.
... Non mi resta ora che correre con gioia verso la mia ultima Avventura ».

È l'ultimo messaggio lasciato da Guy de Larigaudie, indirizzato alla suora carmelitana che era la sua assistente spirituale, alla vigilia dell'assalto che gli sarebbe stato fatale l'11 maggio 1940, nel boschetto di Musson.

## La produzione letteraria
- Yug, J. de Gigord / Collection le feu de camp, 1933. Réédition Édit. Delahaye, 2004. ISBN 9782350470009
- Raa la buse, J. de Gigord / Collection le feu de camp, 1935.
- Vingt scouts autour du monde, ed. Desclée de Brouwer, 1935.
- Le Tigre et sa panthère, Alsatia, coll. Signe de Piste, 1937.
- Par Trois Routes Américaines, Desclée de Brouwer. 1937.
- Yug en terres inconnues, J. de Gigord / Collection le feu de camp, 1938.
- La Frégate Aventurière, Alsatia, coll. Signe de Piste, 1938.
- Résonances du Sud. Racconto del suo viaggio in Polinesia. Plon, Paris, 1938.
- La Route aux aventures. Racconto del suo raid automobilistico da Parigi a Saigon. Plon, Paris, 1939
- La Légende du Ski, illustrato a colori da Samivel, ed. Delagrave, 1940.
- Etoile au Grand Large - Suivi du Chant du vieux pays. Testamento spirituale di Larigaudie. Seuil, Paris, 1943.
- L'Îlot du grand étang, J. de Gigord / Collection le feu de camp, 1946.
- Le beau jeu de ma vie. Raccolta di corrispondenze. Seuil, Paris, 1948.

I romanzi Yug e la Tigre et sa panthère hanno raggiunto 1 200 000 copie al settembre 2008.

### Edizioni italiane
- Stella in alto mare [Etoile au Grand Large], traduzione di Don Tarcisio Beltrame Quattrocchi, 1ª ed., Firenze, Edizioni Stella Alpina, 1951  [1943],  pp. 43, SBN RAV1695799.
- Stella in alto mare [Etoile au Grand Large], traduzione di Don Tarcisio Beltrame Quattrocchi, 7ª ed., Roma, Coletti a San Pietro, 1994  [1943],  pp. 55, SBN BVE0129638.
- Stella in alto mare [Etoile au Grand Large], traduzione di Don Tarcisio Beltrame Quattrocchi, 9ª ed., Roma, Nuova Fiordaliso, 2000  [1943],  pp. 78, ISBN 9788880543237, SBN BVE0223847.
- Stella in alto mare [Etoile au Grand Large], traduzione di Don Tarcisio Beltrame Quattrocchi, 10ª ed., Udine, Pattuglia del Kraal, 2019  [1943],  pp. 96, 800000000212.
- Il bel gioco della mia vita: lettere autobiografiche [Le beau jeu de ma vie], traduzione di Andrea Padoin, 1ª ed., Conegliano, Pattuglia del Kraal, 2006  [1948],  pp. 315, SBN PBE0019644.
- La strada delle avventure [La Route aux aventures], traduzione di Mario Sica, 1ª ed., Belluno, Pattuglia del Kraal, 2013  [1939],  pp. 319, SBN PBE0051399.
- Yug. Il ragazzo della foresta [Yug], traduzione di Erika Stragapede, 1ª ed., Roma, Armando Curcio Editore, 2018  [1933],  pp. 123, ISBN 9788868682583.
- Parigi-Saigon in automobile [La Route aux aventures], traduzione di Claudio Salone, Torino, Robin Edizioni, 2019  [1939],  pp. 256, ISBN 9788872744307.
- Yug nelle terre sconosciute [Yug en terres inconnues], traduzione di Manuela Raccanello, 1ª ed., Roma, Armando Curcio Editore, 2020  [1938],  pp. 124, ISBN 9788868684570.
- Le meraviglie dell'avventura [Yug, Yug en terres inconnues, Le Tigre et sa panthère], traduzione di Erika Stragapede, Manuela Raccanello, Roma, Risfoglia Editore, 2021,  pp. 300, ISBN 9788832119800.